# 王道銀行集團
王道銀行集團（原台灣工銀集團）是台灣的金融集團，透過購併與轉投資等方式發展為跨國金融集團，旗下事業涵蓋銀行、票券、創投等，主要子公司及關係企業包括：中華票券公司、美國華信商業銀行、台灣工銀科技顧問公司、王道銀行教育基金會、日盛台駿國際租賃公司。
2023年王道銀行集團總資產達新台幣6,267億元，稅後淨利為新台幣34億元。目前董事長為駱怡君。

## 歷史
- 1999年9月，台灣工業銀行開業。
- 2000年6月，購併勝和證券及勝和證券投顧公司，更名為台灣工銀證券公司、台灣工銀證券投顧公司；7月成立台灣工銀科技顧問公司與財團法人台灣工業銀行教育基金會。
- 2003年11月投資設立波士頓生物科技創投公司。
- 2006年，入股中華票券金融公司並成為最大股東。
- 2007年3月，收購美國華信銀行。
- 2008年1月，成立台灣工銀貳創業投資公司。
- 2011年4月，成立台灣工銀租賃公司，6月於中國大陸蘇州成立第一家子公司「台駿國際租賃公司」。
- 2012年4月，台灣工銀天津代表處開幕，為第一家進駐天津的台資銀行。
- 2013年7月，成立台駿津國際租賃公司，為台灣工銀集團在大陸設立的第二家租賃公司。
- 2014年8月，成立台灣工銀柒創業投資公司。
- 2015年3月，金管會回應台灣工業銀行可朝改制商業銀行方向邁進；7月成立專業顧問小組，籌劃改制商銀事宜。8月，台灣工銀舉辦董事會，通過向金管會申請自行改制商銀，並於核准後開業時正式改名為「王道商業銀行」[3]。12月，正式獲金管會核准變更登記為商業銀行。[4]
- 2016年9月，台灣工銀證券終止綜合券商業務，更名為駿騰新世紀股份有限公司。
- 2017年1月，台灣工銀改制更名為王道商業銀行，臺灣工銀集團同時更名為王道銀行集團。6月，台灣工銀證券投顧公司完成清算。
- 2019年1月，台駿津國際租賃公司併入台駿國際租賃公司。
- 2022年12月，王道銀行子公司台灣工銀租賃與日盛國際租賃正式合併為日盛台駿國際租賃股份有限公司。

## 集團成員

### 王道商業銀行
1999年，台灣工業銀行成立，為台灣第一家由民間新設立的工業銀行，以扶植中小企業、推動新興事業發展為主。
2015年10月，股東臨時會通過申請改制商銀，並將更名為「王道商業銀行」；12月，金管會正式核准本行變更登記為商業銀行。2017年1月3日，舉辦開行暨揭牌典禮，由台灣工業銀行改制為王道商業銀行，跨足個人金融市場；5月5日，掛牌上市。10月30日，獲得B型企業認證，為全球第一家通過B型企業認證的上市銀行，也是台灣第一家通過B型企業認證的上市公司。2021年4月續獲B型企業認證。2021年8月24日簽署「赤道原則」（Equator Principles, EP），成為全球第124家簽署赤道原則的金融機構，也是台灣第一家簽署赤道原則的非金控上市銀行；同年12月，發行首檔綠色債券。2022年3月，率先業界推出「消費碳排放明細」功能，發揮金融力量號召更多人參與減碳行動。
目前在台灣除台北總行營業部之外，還有台北南京復興分行、桃園分行、新竹分行、台中分行、高雄分行等營業據點，境外據點則有中國天津代表處與香港分行。

### 中華票券金融公司
1978年10月設立，1994年10月在台灣證券交易所掛牌買賣，為國內前三大票券商之一。專精於企業融資及固定收益商品交易，以便利企業短期資金調度，促進短期票券流通。2007年12月，台灣工業銀行(現王道商業銀行)投資入股中華票券成為最大法人股東(28.37%)。目前除台北總公司外，全台尚有板橋、桃園、台中、台南、高雄等5個分公司。

### 美國華信商業銀行（EverTrust Bank）
美國華信商業銀行，為1995年由加州華人銀行家與實業家共同設立的華資銀行，2006年7月，台灣工銀(現王道銀行)收購其股權，2007年3月納為美國子行。美國華信銀行持續深耕大洛杉磯及大舊金山地區客群，主要業務為存款、放款、線上現金管理，及貿易金融服務等。華信商業銀行目前共有8家分行，其中有5家位於洛杉磯郡，1家在橘郡，2家位於聖塔克拉拉郡。

### 財團法人王道銀行教育基金會
2000年7月成立，並於同年起連續舉辦10年WeWin創業大賽，鼓勵年輕學子投入創業，替台灣產業注入新的原動力。
近年來，王道銀行教育基金會積極深耕台灣文化底蘊，推動藝術教育，舉辦藝文講座、系列音樂會、藝術展覽等多元活動。同時為扶植藝術新秀，自2009年起舉辦「堤頂之星」藝術推手計劃，徵選35歲以下之藝術創作及展演者成為「堤頂之星」，運用王道銀行總部大樓藝廊、音樂廳等軟硬體設施，為入選之藝術新星舉辦「堤頂之星藝文共賞」與「堤頂之星藝術展」，並提供藝術行政、行銷宣傳等資源，協助藝術新秀與產業接軌。

## 外部連結
- 王道銀行集團 （页面存档备份，存于）